# CEF 5
El Centro de educación física n.º 5 (más conocido por sus siglas, CEF 5) es una entidad deportiva de Argentina, dependiente del ministerio de educación provincial, con sede en la ciudad de La Rioja, de la provincia homónima. La entidad se encuentra afiliada a la Federación Argentina de Voleibol y participa tanto en la Liga Femenina de Voleibol Argentino como en su contraparte masculina. En la temporada 2024 se consagró campeón femenino a nivel nacional, convirtiéndose en el segundo club del interior en lograrlo.

## Historia
La entidad fue inaugurada por las autoridades regionales el 19 de mayo de 1962, contando al momento de su apertura con gimnasios cubiertos, canchas de basquetbol con tribunas, natatorio, pista de atletismo y otras dependencias para la práctica deportiva.Si bien se trata de una entidad polideportiva, que desarrolla actividades como básquet, balonmano, cestoball, gimnasia artística, atletismo y jiu jitsu, entre otras, su fuerte se encuentra en el voleibol, donde compite activamente en ligas nacionales.
En 2018 la institución presentó por primera vez un equipo en la Liga Federal Femenina de Voleibol Argentino, repitiendo en 2019, donde terminó en tercer puesto y logró el ascenso a la máxima categoría gracias a una ampliación de plazas en la Liga Femenina.
En su primera temporada en la máxima categoría contó con jugadoras como Agostina Pelozo y Aylén Ponso, finalizando en el quinto puesto en la temporada regular pero sin poder avanzar a los play-offs.La temporada siguiente sumó a jugadoras con pasado en la selección juvenil como Julieta Aruga, y alcanzó las semifinales, cayendo ante Boca Juniors en dos partidos.En 2023 sumó a la mundialista Emilce Sosa y tras terminar tercero en la fase regular, nuevamente cayó en semifinales, esta vez ante San Lorenzo de Almagro.
En 2024 mantuvo la base del equipo de 2023 e incorporó como refuerzos a Avril García y Nicole Pérez, entre otras, para finalizar segundo en la fase regular, perdiendo solo un partido ante Boca. En cuartos de final eliminó al club entrerriano San José para volver a verse con San Lorenzo en semifinales, esta vez con un final favorable al CEF (3-1 y 3-0 en una serie al mejor de tres encuentros).El club accedió así a la primera final nacional de su historia, encontrándose con otro debutante, Estudiantes de La Plata, al que finalmente venció en dos encuentros (3-0 y 3-0) para consagrarse campeón, siendo el segundo equipo del interior del país (tras Villa Dora en la temporada 2015-16) en lograrlo.

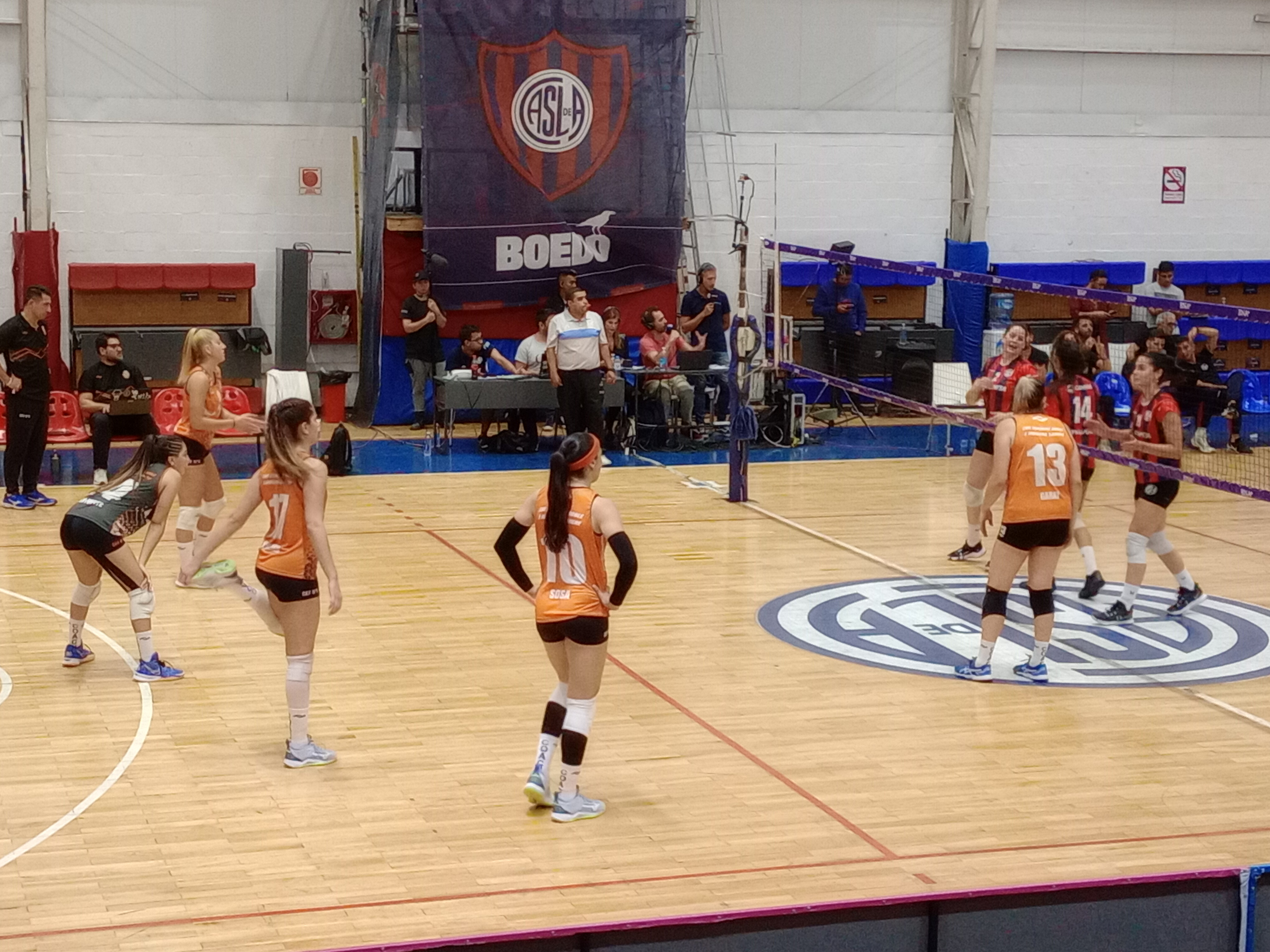
El CEF 5 enfrentando a San Lorenzo en el segundo partido de las semifinales de la LAF 2023

## Competencia masculina
El equipo masculino, por su parte, disputó la Liga Federal (tercera categoría del voleibol nacional masculino) en 2022, logrando el título tras vencer a Boca Juniors.El campeonato le valió el ascenso a la Liga Nacional, torneo que disputó en 2023 y 2024,donde logró el ascenso a la Liga Argentina tras quedarse con el subcampeonato luego de perder la final ante Waiwen en tie-break.

## Instalaciones
La institución actúa como local en el Polideportivo Evita, aunque en partidos definitorios suele utilizar el Superdomo de La Rioja, un estadio con capacidad para 11.000 personas ubicado a unos 10 minutos del centro de la capital provincial, inaugurado el 23 de julio de 2016.
En 2021 se realizaron mejoras en las instalaciones del centro, instalando un nuevo piso flotante que permitiese el desarrollo de actividades como el vóley y el básquet, con miras a la participación de la institución en la Liga Femenina de voleibol. La inauguración del nuevo piso contó con la presencia del entonces gobernador de la provincia Ricardo Quintela.